# Julija Prokoptschuk
Julija Anatolijiwna Prokoptschuk (ukrainisch Юлія Анатоліївна Прокопчук; * 23. Oktober 1986 in Kiew, Ukrainische SSR, Sowjetunion) ist eine ukrainische Wasserspringerin. Sie springt im 10-m-Turm- und Synchronspringen.
Sie hat an den Olympischen Spielen 2008 in Peking teilgenommen und erreichte im Turmspringen Platz 20. An Schwimmweltmeisterschaften nahm sie bislang dreimal teil. Ihr bestes Resultat ist ein elfter Rang 2009 in Rom im 10-m-Synchronspringen zusammen mit Kateryna Schuk und ein fünfter Rang mit Wiktorija Potechina 2011 in Shanghai. Im Einzel vom Turm erreichte sie 2011 Rang sechs.
Prokoptschuk gewann bislang sechs Medaillen bei Schwimmeuropameisterschaften. 2006 in Budapest gewann sie im Turmspringen Gold und zusammen mit Schuk zudem Bronze im Synchronspringen, 2008 in Eindhoven errang sie in den gleichen Wettbewerben Silber, diesmal jedoch mit ihrer neuen Synchronpartnerin Alina Tschaplenko. Das Duo gewann gemeinsam zwei weitere Medaillen, Silber 2010 abermals in Budapest und Bronze 2011 in Turin.